# Ichneumon striatus
Ichneumon striatus är en stekelart som beskrevs av Gmelin 1790. Ichneumon striatus ingår i släktet Ichneumon och familjen brokparasitsteklar. Inga underarter finns listade i Catalogue of Life.